# Kerkyón

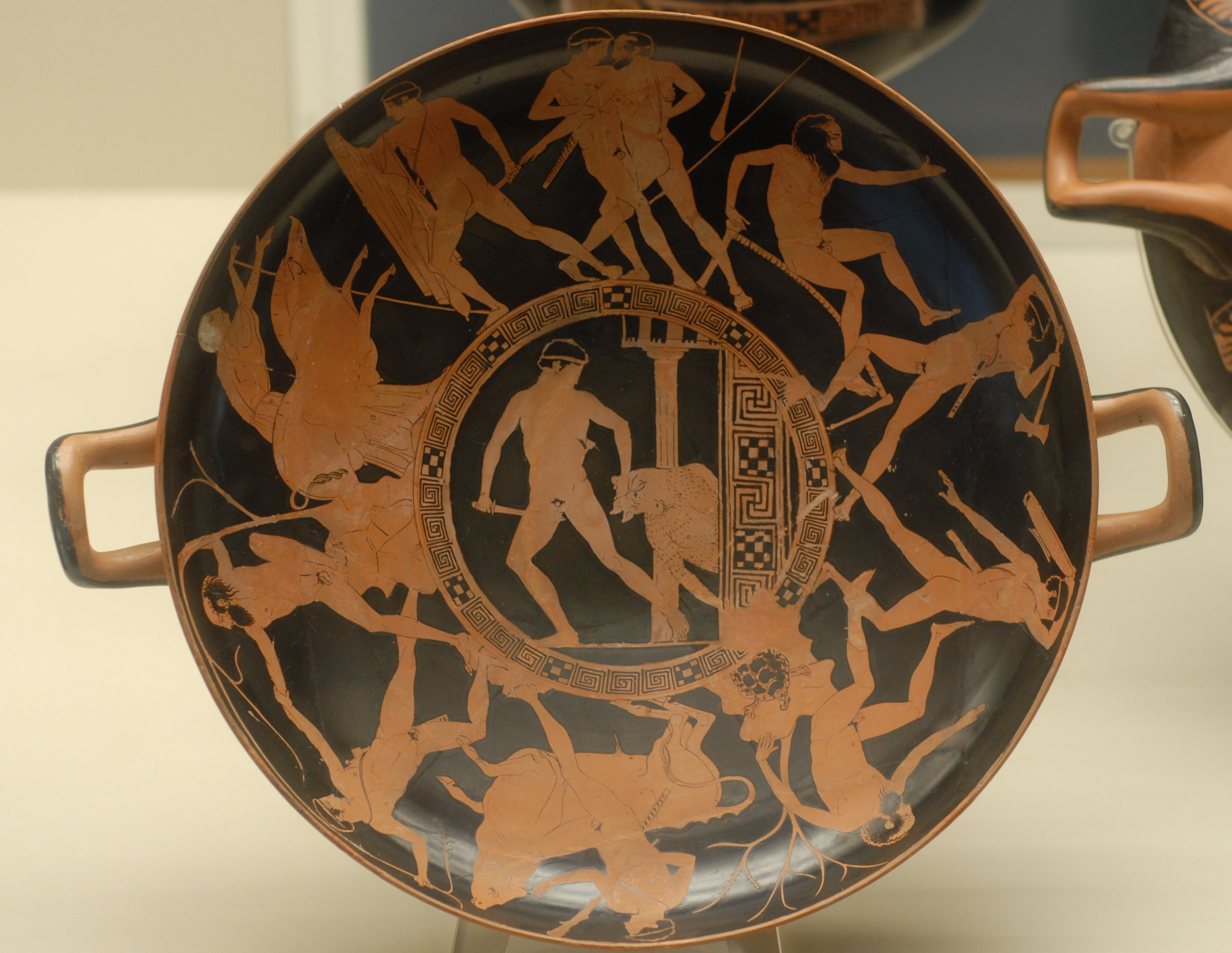
Přehled Théseových činů: boj s Kerkyónem nahoře

Kerkyón (řecky Κερκύων, latinsky Cercion) je v řecké mytologii ukrutný lupič z okolí attického města Eleusíny. 
Byl to silný chlap, zápasník a surovec. V kraji byl postrachem pocestných, žádný pokojně neprošel. Kerkyón každého zastavil a nutil ho k zápasu, který potom vedl na život a na smrt. 
Přítrž jeho hroznému řemeslu udělal mladý Théseus. Ve svých šestnácti letech putoval od svého děda, troizenského krále Pitthea ke svému nevlastnímu otci Aigeovi, králi athénskému. Zdá se, že si krátil cestu tím, že se nevyhýbal nebezpečným místům a situacím, aby získal zkušenosti, věhlas a slávu. 
Kerkyón byl jeho již čtvrtým setkáním s ničemy. Ani jemu se však zadržení Thésea nevyplatilo. Théseus byl totiž posledním, koho ve svém životě vyzval k zápasu. Poprvé byl přemožen a měl z toho smrt. 
Před ním zdolal Théseus jejich vlastními prostředky zločince jménem Perifétés, Sínis a Skeirón, a na řadě byl ještě poslední Prokrústés. 